# Métopimazine

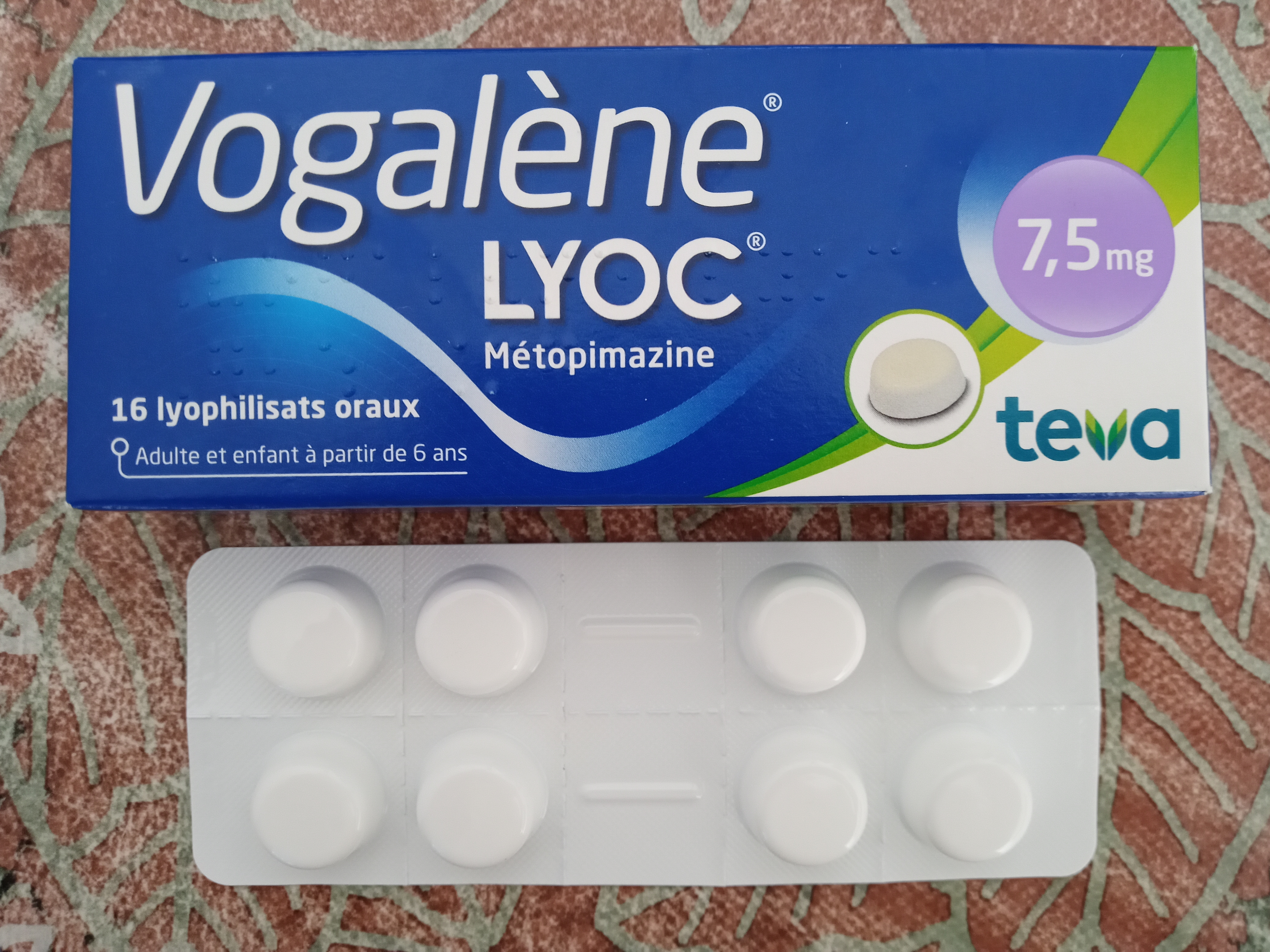
Une boîte de métopimazine 7.5 mg sous forme de lyophilisats oraux

La métopimazine est une substance chimique de la famille des phénothiazines et des sulfones. C’est donc un neuroleptique. Elle possède des propriétés pharmacologiques antiémétiques et antipsychotiques. C'est pourquoi elle est notamment utilisée dans la gastro-entérite et dans le cadre des chimiothérapies. Elle agit comme antagoniste de la dopamine. Sa balance bénéfices-risques serait défavorable.